# アンディ・ベシア
アンドリュー・グレアム・ベシア（Andrew Graham Beshear, 1977年11月29日 - ）は、アメリカ合衆国の政治家、弁護士。第63代ケンタッキー州知事。民主党所属。
第50代ケンタッキー州司法長官などを歴任した。父は第61代ケンタッキー州知事のスティーヴ・ベシア。

## 経歴

### 生い立ち
ケンタッキー州ルイビルでスティーヴ・ベシアとジェーン・ベシアの息子として生まれる。父スティーヴは弁護士で、のちに2007年から2015年までケンタッキー州知事を務めた。
ケンタッキー州レキシントンのヘンリー・クレイ高校を卒業後、ヴァンダービルト大学で人類学を学ぶ。優秀な成績で文学士の学位を得て卒業したのち、バージニア大学ロー・スクールに入学し、2003年に法務博士号を取得した。
2005年、父親が共同経営者を務めていた法律事務所スティーツ・アンド・ハービソンに勤務する。2013年、ローヤー・マンスリー誌によって「アメリカの消費者弁護士オブ・ザ・イヤー」に選出された。

### ケンタッキー州司法長官
2013年11月、任期制限のため引退する民主党のジャック・コンウェイの後任として、2015年のケンタッキー州司法長官選挙に立候補することを表明する。
2015年11月3日、共和党のホイットニー・ウェスターフィールドを50.1%の得票率で降し、約2,000票の僅差で勝利を収めた。

### ケンタッキー州知事

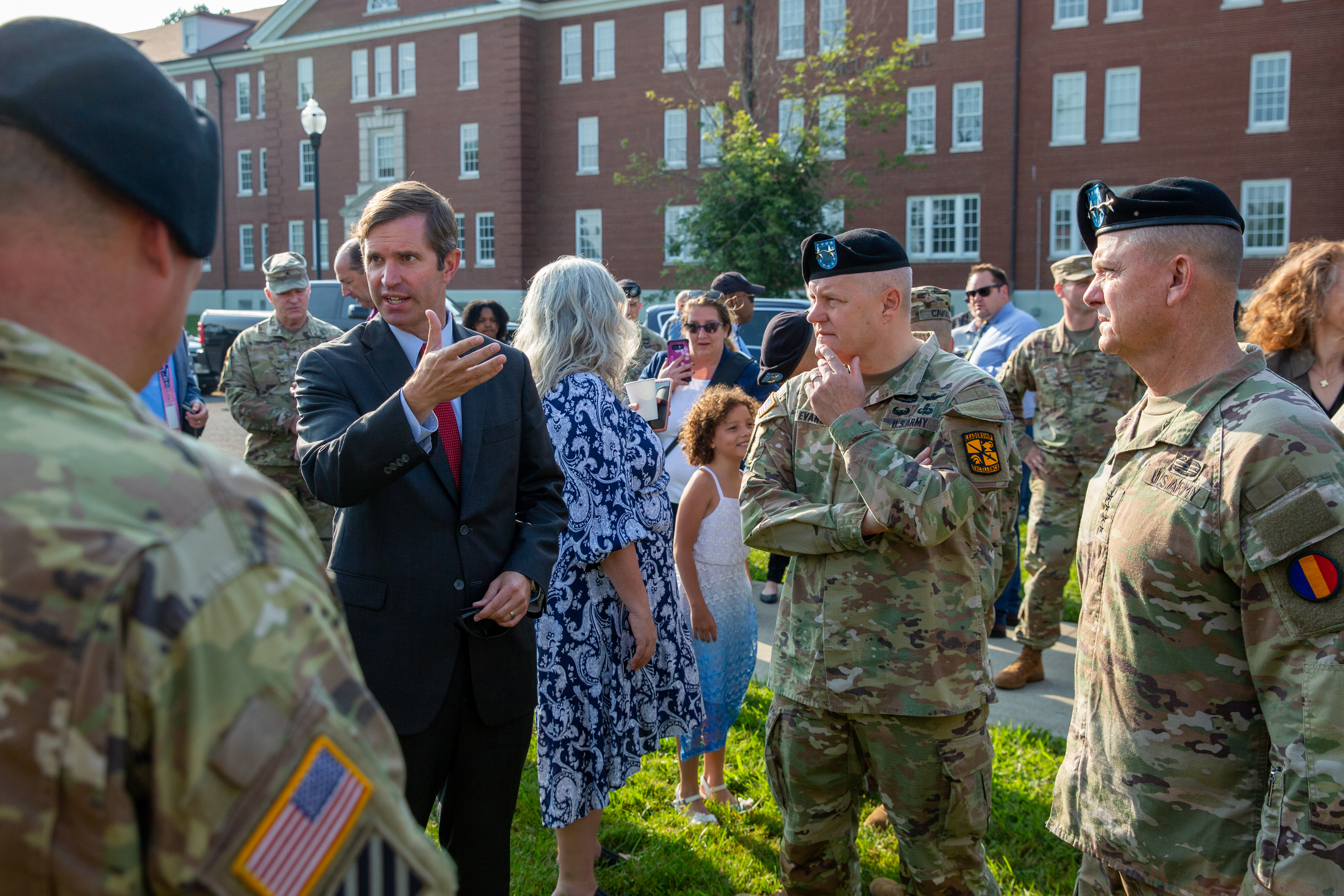
フォート・ノックスでアメリカ陸軍士官候補生司令部の指導者と面会するベシア（2021年8月）

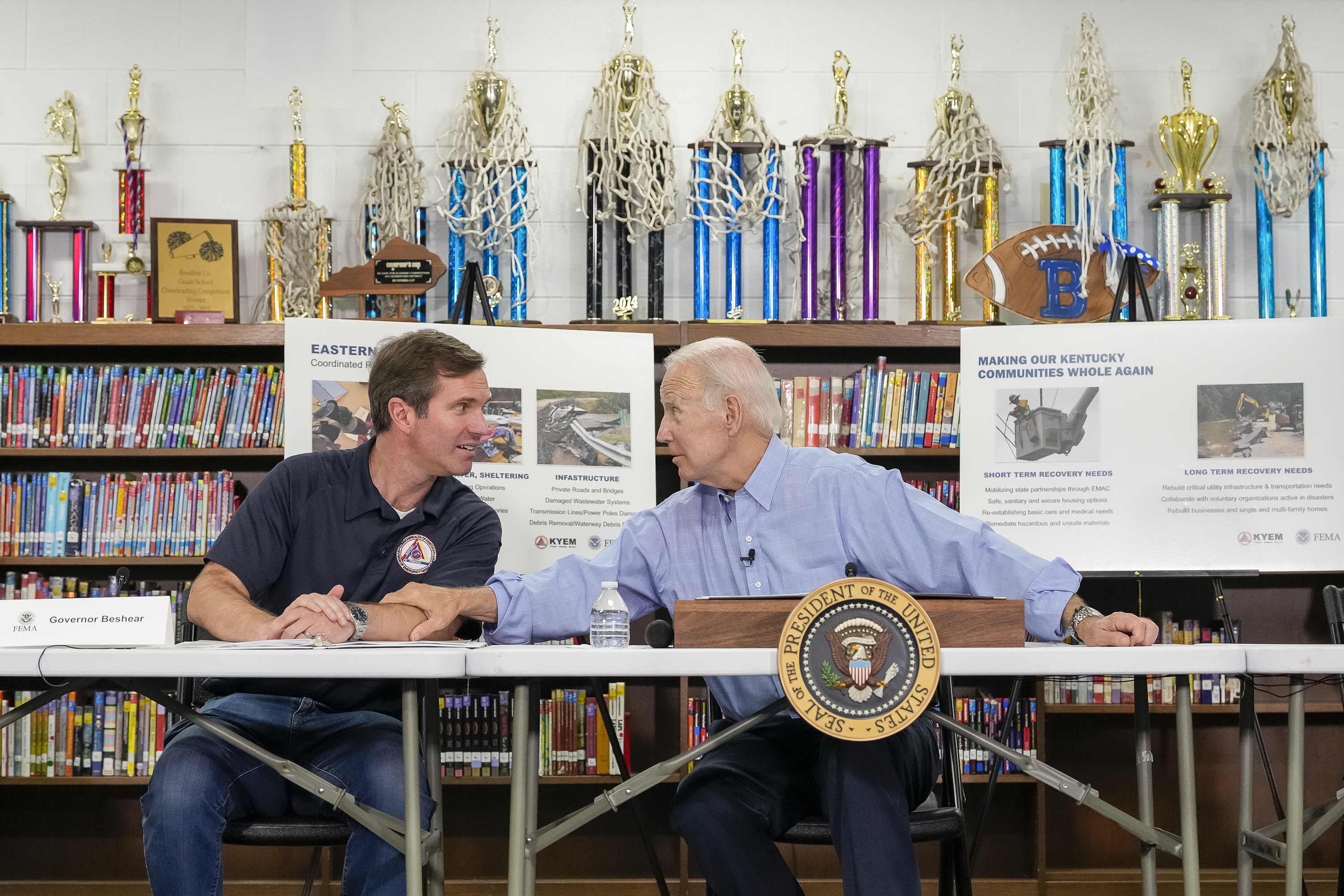
ベシアと第46代アメリカ合衆国大統領ジョー・バイデン（2022年）

2018年7月9日、2019年のケンタッキー州知事選挙に民主党候補として立候補することを表明した。副知事候補には、非営利団体理事長で元州議会議員候補のジャクリーン・コールマンを指名した。公教育の強化を公約として訴え、三つ巴の争いの末、37.9%の票を獲得して民主党候補に選出された。
11月5日の本選では現職知事マット・ベヴィンに僅差で競り勝つ。ベシアは州内で人口が最も多いジェファーソン郡とフェイエット郡では圧倒的な差をつけて勝利したが、全体の得票率はベシアが49.20%、ベヴィンが48.83%で、選挙戦はケンタッキー州知事選挙史上最大の接戦となった。
2021年10月1日、2023年の州知事選挙で再選を目指すことを表明する。2023年11月7日、共和党のダニエル・キャメロンを52.53%対47.46%の大差で破り、2期目の再選を果たした。

## 政治的立場

### 中絶
人工妊娠中絶へのアクセスとロー対ウェイド事件の判決を支持している。ケンタッキー州知事就任から1か月後には、プランド・ペアレントフッドにルイビルのクリニックでの中絶手術の許可を与え、ケンタッキー州で中絶手術を提供する2番目の施設を築いた。
2021年、生存出生児保護法の成立を認め、中絶手術の失敗によって生存出生した乳児も含め、生存出生した乳児全員に医療を提供することを医師に義務付けた。

### 経済政策

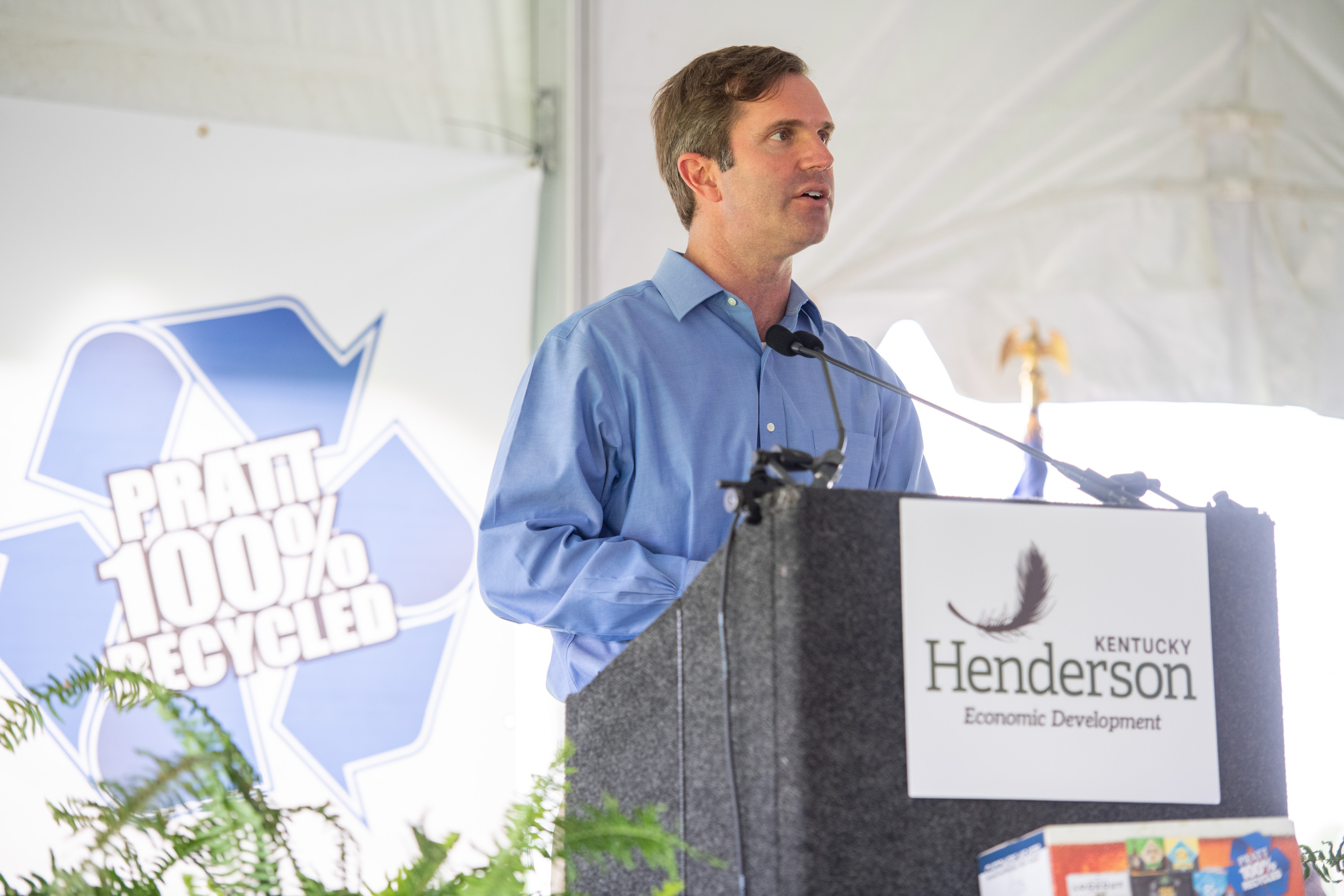
ヘンダーソンでの新たな製紙工場建設を発表するベシア（2021年）

2019年、石炭産業の衰退による雇用の喪失を回復するため、ケンタッキー州にさらに高度な製造業と医療関係の雇用をもたらすことを表明した。
2021年6月、大学スポーツ選手が名前・画像・肖像の報酬を受け取ることを認める州知事令に署名した。これによりケンタッキー州は大学スポーツ選手のライセンス報酬を行政命令で認めた最初の州となった。
2023年10月、知事に就任してからこれまでに民間企業の誘致や工場の増設などを約900件実現し、合計4万8000人の雇用を創出したことを発表した。雇用創出の活性化に伴い、2022年と2023年のケンタッキー州の平均時給は初めて2年連続で26ドルを超えた。

### 教育
2019年、ケンタッキー州教育委員会を再編するとともに、公立学校の教職経験者を中心とする11人を新任の教育委員に任命した。また、ケンタッキー州の全教師の給与を2,000ドル引き上げることを新年度の予算に盛り込むと宣言した。
チャーター・スクールに反対しており、「企業が運営する学校は公立学校ではない」と述べている。また、チャーター・スクールへの公的資金の投入は州憲法に違反すると主張している。

### 福祉
2019年12月、前任のマット・ベヴィン知事時代に導入が決定されていたメディケイド受給者への就労義務を撤回した。この義務が導入された場合、約10万人のケンタッキー州民が受給資格を失うことになると推定されていた。
2020年10月、前任のベヴィン知事時代に廃止されていたケンタッキー州の健康保険プログラムの再開と拡大を発表した。このプログラムの下では医療保険のほか、食料支援や職業訓練、薬物依存症治療などの制度を州民が選択して利用することができる。
2022年11月、慢性患者や末期患者のための医療用大麻を合法化する州知事令に署名する一方で、デルタ8-THC製品の販売を規制する州知事令に署名した。

### LGBT
2020年2月、現職のケンタッキー州知事として初めてフェアネス・キャンペーンの集会に出席し、LGBTの若者に対する転向療法の禁止を支持した。この集会でドラァグクイーンたちと同じ写真に収まったことを共和党の州上院議員フィリップ・ウィーラーに非難されると、ウィーラーを「完全に同性愛嫌悪だ」と批判し、写真に写っている全員への謝罪を要求した。
2023年3月、トランスジェンダーの若者の性別適合ケアを制限する法案に拒否権を行使した。

### 新型コロナウイルス感染症対策
2020年6月、ケンタッキー州内で新型コロナウイルス感染症の感染が拡大する中、人種間の医療格差を解消するため、アフリカ系アメリカ人の州民全員に無料の医療保険を適用することを表明した。
2020年11月、感染者数の増加を受け、ケンタッキー州内の公立・私立学校に対して対面授業の停止を命じた。ダンベル・クリスチャン・アカデミーと州司法長官ダニエル・キャメロンは合衆国憲法修正第1条違反だとしてベシアを訴えたが、連邦第6巡回控訴裁判所と連邦最高裁判所はベシアの命令を支持した。

## 私生活
2006年、ソーシャルワーカーだったブリタニー・ベシア（旧姓：コールマン）と結婚した。二人はディサイプルス派の信徒で、ルイビルのベアグラス・クリスチャン教会で執事を務めている。二人には2人の子どもがいる。